# Communauté de communes des Hautes Vallées de Gascogne
La communauté de communes des Hautes Vallées de Gascogne est une ancienne communauté de communes française, située dans le département du Gers.

## Historique
Créée le 15 octobre 2001, la communauté de communes des Hautes Vallées de Gascogne a fusionné avec la communauté de communes Vals et villages en Astarac pour former en 2013 la communauté de communes Astarac Arros en Gascogne.

## Composition
En 2012, elle était composée des communes suivantes :
1. Aux-Aussat
2. Barcugnan
3. Beccas
4. Betplan
5. Castex
6. Duffort
7. Estampes
8. Haget
9. Laguian-Mazous
10. Malabat
11. Manas-Bastanous
12. Montaut
13. Mont-de-Marrast
14. Montégut-Arros
15. Sadeillan
16. Sainte-Aurence-Cazaux
17. Sainte-Dode
18. Sarraguzan
19. Villecomtal-sur-Arros

## Compétences
Les compétences de la Communauté de Communes des Hautes Vallées de Gascogne sont définies dans ses statuts qui ont été adoptés par délibération des conseils municipaux des communes membres. Les compétences que les communes décident unanimement de transférer à la Communauté deviennent des compétences exclusives de celle-ci et ne sont plus exercées par les communes. La Communauté de communes ne peut exercer aucune autre compétence que celles prévues dans ses statuts. Depuis 2002, la Communauté a vu son champ d’action s’étendre notablement par la volonté des communes.
La dernière révision statutaire datant de décembre 2006, la Communauté de Communes exerce en lieu et place des communes, les compétences suivantes :
Aménagement de l'espace:
Tout schéma directeur et charte d’aménagement sur son territoire, et notamment schémas de cohérence territoriale et de secteur.Réalisation de zones d’aménagement concerté à vocation économique sur la zone d’activités d’intérêt communautaire ; Entretien et aménagement de sa voirie.
Développement économique :
Création, gestion et développement de la zone d’activités de Villecomtal :
Actions en faveur de l’emploi (Ex. : démarches collectives de qualité, assistance conseil aux créateurs, opérations collectives de développement du commerce, de l’artisanat et des services ; insertion professionnelle) 
Aides à l’immobilier d’entreprises (Ex. : Ateliers relais)
Tourisme :
Information et signalisation touristique.
Chemins de randonnée : de la conception à l’entretien et la promotion.
Écoles :
Écoles maternelles et élémentaires : Entretien et fonctionnement.
Cantines scolaires.
Environnement et cadre de vie :
Assainissement non collectif : Schéma directeur, gestion des contrôles des dispositifs.
Collecte et traitement des déchets ménagers et assimilés (compétence délégué au SMCD)
Animation et Information dans le domaine de l’habitat
Enfance et jeunesse :
Organisation et gestion d’activités de loisir et d’animation, à destination de la jeunesse, en période péri et extrascolaire. 
Développement de toute action en faveur de la petite enfance (Ex. : service et équipement à caractère collectif, relais assistante maternelle, lieu d’accueil enfant & parent, jardins d’enfants)
Personnes âgées et/ou handicapées :
(compétence confiée au CIAS des Hautes Vallées de Gascogne : Centre Intercommunal d’Action Sociale HVG).
Coordination des services présents sur le territoire
Gestion des services d’aide à domicile (SAAD) et de soins infirmiers (SSIAD) auprès des personnes âgées et dépendantes.
Réalisation et gestion de structures d’accueil

### Sources
- Le SPLAF (Site sur la Population et les Limites Administratives de la France)
- La base ASPIC